# Anja Lukaseder

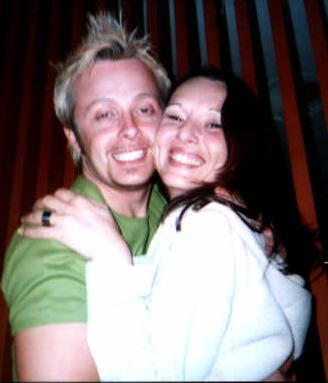
Anja Lukaseder mit Bro’Sis-Sänger Ross Antony am 14. September 2004 beim Fußballglobus in Hamburg

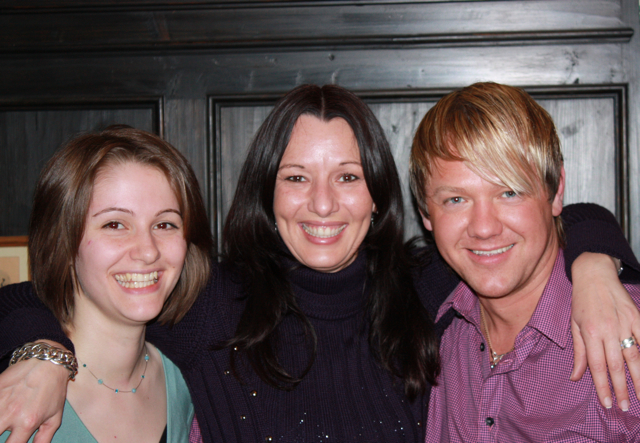
Anja Lukaseder bei einem Radio-Ramasuri-Auftritt im März 2009

Anja Lukaseder (* 3. Mai 1967 in Würzburg) ist eine deutsche Künstler- und Musikmanagerin.

## Leben
Anja Lukaseder wuchs in Erlangen auf. Sie ist gelernte Fremdsprachenkorrespondentin für Englisch und Französisch. Während ihrer Ausbildung modelte sie, hatte ihre eigene Modenschau-Agentur und lief auf Modenschauen für Adidas und Puma. Sie betreute bei diversen Konzerten und Festivals in der Zeit von 1996 bis 2001 u. a. Künstler wie Joe Cocker, Lionel Richie, Backstreet Boys, Sasha und Peter Maffay.
Lukaseder war das Gesicht des Dance-Projekts Jam Tronik auf dessen 1989 erschienenen Coverversion des Phil-Collins-Hits Another Day in Paradise. Die Stimme kam jedoch von einer unbekannten Studiosängerin. Unter dem Künstlernamen Nikita Warren sang sie später selbst und war mit I Need You, das es in die britischen Single-Charts schaffte, auch als Solokünstlerin erfolgreich.
Bei Cheyenne Records übernahm Lukaseder 2001 das Management der Castingband Bro’Sis. Diese betreute sie vier Jahre lang. 2005 übernahm sie mit ihrer eigenen Agentur Artists Only in München das Tourmanagement für Jimmy Somerville, Londonbeat und die Weather Girls.
2007 saß Lukaseder in der Jury der vierten Staffel der RTL-Castingshow Deutschland sucht den Superstar, ebenso in der fünften Staffel 2008. Im September 2008 trennte sich RTL von Anja Lukaseder. 2010 war sie neben Oliver Petszokat und Steve Blame Jurymitglied  von Deutschlands beste Partyband.

## Diskografie
Singles als Nikita Warren
- 1991: I Need You (Italien, UK, USA)
- 1992: Touch Me (Italien, USA)
- 1993: We Can Make It (nur Italien)
- 1996: I Need You (nur UK)
- 2006: I Need You / Echoes in My Mind (Nikita Warren / Riviera House Traxx) (nur Italien)